# Interstellar Low Ways
Interstellar Low Ways è un album discografico del musicista jazz statunitense Sun Ra e della sua Myth Science Arkestra, registrato principalmente a Chicago nel 1960, e pubblicato nel 1966 dalla El Saturn Records, etichetta di proprietà dello stesso artista. Originariamente intitolato Rocket Number Nine, l'album acquisì il nome attuale, e la caratteristica copertina bianca e rossa opera di Claude Dangerfield, nel 1969.

## Il disco
Il disco è conosciuto particolarmente a causa della presenza di due brani: Interplanetary Music e Rocket Number Nine Take off for the Planet Venus, che sarebbero rimasti nel repertorio dell'Arkestra per diversi anni.
Quando venne ristampato in formato CD dalla Evidence, Interstellar Low Ways fu abbinato insieme all'album Sun Ra and his Solar Arkestra Visits Planet Earth.

## Tracce

### LP vinile 12"
- Tutti i brani sono opera di Sun Ra.

Lato A
1. Onward - 3:31
2. Somewhere In Space - 2:56
3. Interplanetary Music - 2:24
4. Interstellar Low Ways - 8:23

Lato B
1. Space Loneliness - 4:30
2. Space Aura - 3:08
3. Rocket Number Nine Take off for the Planet Venus - 6:14

## Formazione
In Interstellar Low Ways, 6 marzo 1959;
- Sun Ra - gong
- Hobart Dotson - percussioni
- Marshall Allen - flauto
- James Spaulding - flauto
- John Gilmore - sax tenore, percussioni
- Pat Patrick - percussioni
- Ronnie Boykins - contrabbasso
- William Cochran - batteria

In Space Loneliness, Somewhere In Space, Interplanetary Music, e Rocket Number Nine, registrate agli RCA Studios, Chicago, 17 giugno 1960 circa;
- Sun Ra - piano
- Phil Cohran - Cornetta
- Nate Pryor - trombone
- Marshall Allen - sax alto, flauto, campane
- John Gilmore - sax tenore, percussioni
- Ronnie Boykins - contrabbasso, "gong spaziale"
- Jon Hardy - batteria, percussioni, gong

In Onward e Space Aura, registrate durante le prove, a Chicago nell'ottobre 1960;
- Sun Ra - piano
- George Hudson - tromba
- Marshall Allen - sax alto, campane
- John Gilmore - sax tenore, percussioni
- Ronnie Boykins - contrabbasso, percussioni
- Jon Hardy - batteria